# Frontières de la Serbie

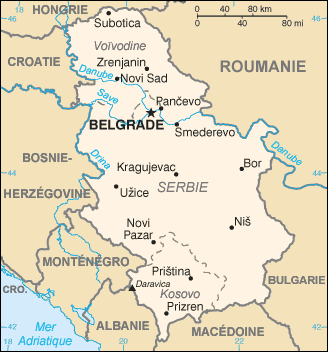
Carte de la Serbie (en clair), mettant en évidence ses frontières terrestres avec les pays voisins.

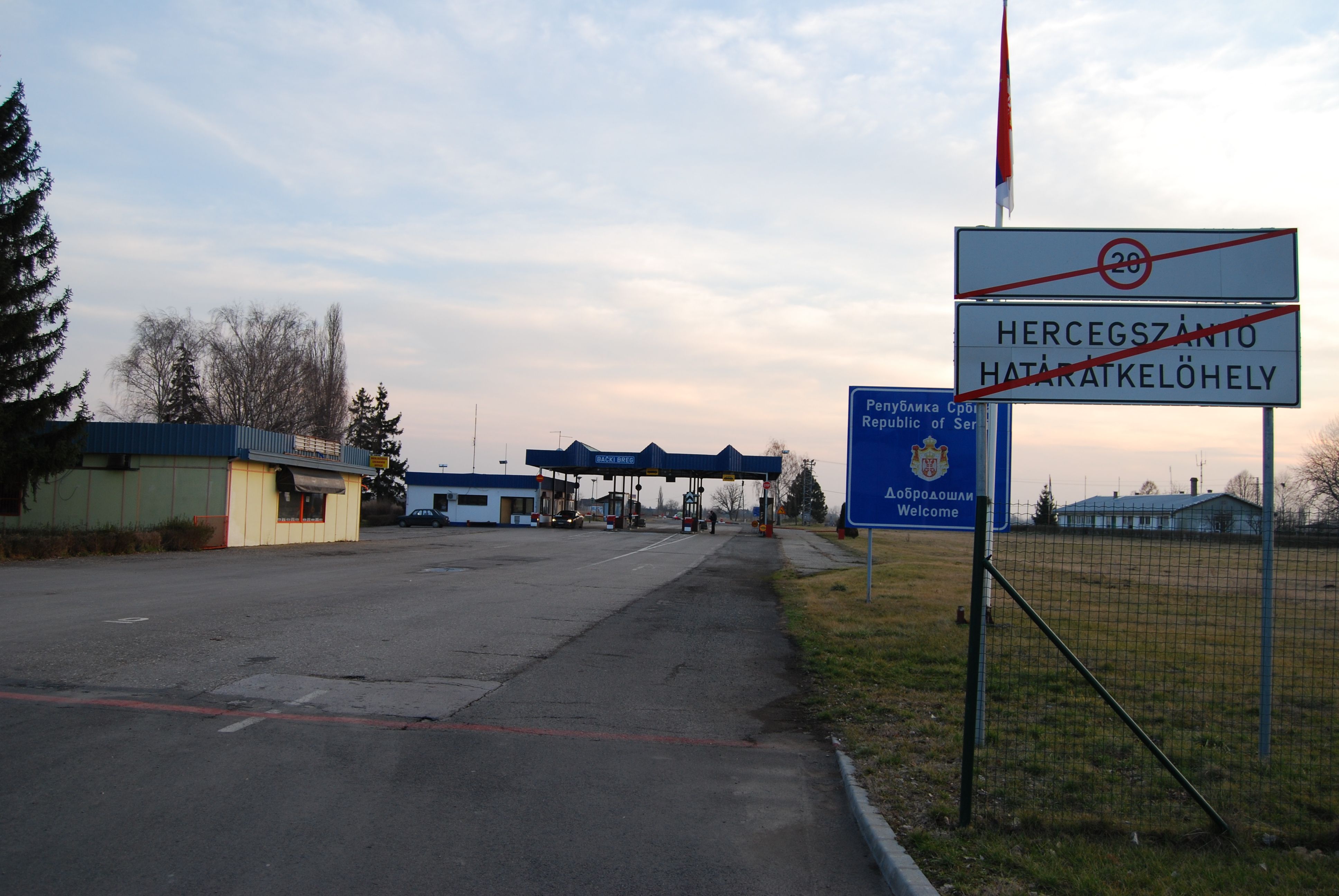
Frontière entre la Hongrie et la Serbie située près du village de Bački Berg.

Les frontières de la Serbie sont les frontières internationales délimitant la république de Serbie des huit autres pays voisins. La Serbie occupe ainsi une position très centrale en Europe du Sud-Est.
Les frontières de la Serbie ont une longueur totale de 2 155,5 km, dont (dans le sens des aiguilles d'une montre) :
- 203 km avec le Monténégro ;
- 307 km avec la Bosnie-Herzégovine (plus précisément avec l'une des deux entités fédérées de ce pays : la république serbe de Bosnie-Herzégovine) ;
- 251,5 km avec la Croatie;
- 151 km avec la Hongrie ;
- 476 km avec la Roumanie ;
- 318 km avec la Bulgarie ;
- 221 km avec la Macédoine du Nord ;
- et, selon le point de vue serbe partagé par 79 pays de l'ONU, 145 km avec l'Albanie, mais, selon le point de vue albanais partagé par 114 pays de l'ONU, 351,5 km avec la république du Kosovo qui s'est déclarée indépendante en 2008[1].

## Frontières terrestres
| Pays               | Terre (km) | Notes |
| ------------------ | ---------- | --- |
| Albanie            | 145        | Frontière internationale tracée de 1918 ; celle du Kosovo a été tracée en 1946 par les géographes yougoslaves pour délimiter une région autonome de la Serbie yougoslave. |
| Bosnie-Herzégovine | 302        | Frontière internationale fixée en 1878 (principalement le long de la Drina) entre l'Autriche-Hongrie et la Serbie, adoptée en 1946 par les géographes yougoslaves comme limite orientale de la république fédérée de Bosnie-Herzégovine au sein de la Yougoslavie.                                                                                          |
| Bulgarie           | 318        | Frontière de l’Union européenne. Cette frontière (en partie au-dessus de la Stara Planina) date de 1878, et a été définitivement fixée au traité de paix de Paris en 1947. |
| Croatie            | 217        | Frontière de l’Union européenne, tracée en 1946 par les géographes yougoslaves sur le Danube et à travers la Syrmie : depuis 1991, la Croatie, souhaitant qu'elle chevauche le Danube plutôt que d'en suivre le talweg, en conteste le tracé. |
| Hongrie            | 164        | Dans le bassin du moyen Danube, cette frontière de l’Union européenne traverse la plaine de Pannonie : elle a été tracée à la fin de 1918 par la commission internationale « Lord » comprenant le géographe français Emmanuel de Martonne, et confirmée par le traité de Trianon en 1920.                                                                   |
| Macédoine du Nord  | 221        | Frontière tracée en 1946 par les géographes yougoslaves (en partie sur le Monts Šar) comme limite nord de la république fédérée de Macédoine au sein de la Yougoslavie. |
| Monténégro         | 203        | Frontière fixée à l'issue de la deuxième guerre balkanique, en 1913 (à travers le Sandjak de Novipazar et en partie sur les cimes des monts Pešta). Adoptée par les géographes yougoslaves comme limite nord de la république fédérée du Monténégro au sein de la Yougoslavie.                                                                              |
| Roumanie           | 476        | La partie terrestre de cette frontière internationale traverse depuis 1919 le Banat historique. La partie fluviale longe le Danube, frontalier depuis 1878, dans le parc national de Đerdap, où, au niveau des « portes de fer » se trouve le lac de retenue de 253 km² du barrage de Kladovo : 163 km² sont des eaux serbes, et 90 km² des eaux roumaines. |
| Total              | 2 155      | |